# イ・ギグァン
イ・ギグァン（朝: 이기광、李起光、1990年3月30日 - ） は、韓国の男性歌手、俳優。身長172cm、体重58kg、血液型A型。HIGHLIGHTのメンバー。

## プロフィール
- 本貫は広州李氏[1]。
- 担当：リードボーカル、メインダンサー
- 特技：ダンス
- 趣味：映画鑑賞、運動
- 学歴：東新大学校 放送演芸学（卒業）、慶熙大學校（朝鮮語版） 大学院 ポストモダン音楽学科 (在学)

## 人物
JYPエンターテインメントの元練習生。現事務所に移籍しソロ歌手AJとして歌謡界にデビューしている。
以前にJYPエンターテインメントに所属していた歌手ピの大ファンである。
ヨソプとは高校時代からの親友。
筋肉担当をしている。ただし筋肉には積極的に披露するほど自信を持っている。ドゥジュン、ヨソプと共に芸能人サッカーチーム「FC MEN」に所属している。背番号は10。ポジションはFW。

## 作品

### 韓国
ミニ・アルバム
| No. | タイトル           | トラックリスト |
| --- | ------------------ | --- |
| 1st | ONE (2017年9月6日) | 1. What You Like 2. One 3. 誤解する 4. 夢 (Feat. スンヨン (Luizy)) 5. Look at Me Now 6. Trick (Feat. Lil Boi) 7. Only U 8. キミが何だ(CD ONLY) |

## コンサート
- 2018年：LEEGIKWANGミニライブ2018 <ONE> - ソウルブルースクエアIマーケットホール（1月27、28日）
- 2019年：LEEGIKWANGミニライブ2019 < I > - ソウルブルースクエアIマーケットホール（3月23、24日）

## 出演

### ドラマ
- 明日に向かってハイキック（2009年-2010年、MBC） - カン・セホ役
- まるごとマイ・ラブ（2010年-2011年、MBC） - イ・ギグァン役
- マイ・プリンセス（2011年、MBC） - コニ役
- 私も花!（2011年、MBC） - チョ・マル役
- 私の友人はまだ生きている（2013年、KBS）
- 二十歳（2014年、tvN）
- ミセスコップ（2015年、SBS） - イ・セウォン役
- 華麗なる2人～ミセスコップ2～（2016年、SBS） - イ・セウォン役
- モンスター（2016年、MBC） - グクチョルの少年時代役
- サークル：繋がった二つの世界（2017年、tvN） - イ・ホス役
- ラブリー・スター・ラブリー（2018年、KBS） - イ・ソンジュン役
- 私の夫と結婚して（2024年、tvN） - ペク・ウンホ役

## 広告
- TIO